# Cuahutamanca
Cuahutamanca är en ort i Mexiko.   Den ligger i kommunen Cuetzalan del Progreso och delstaten Puebla, i den sydöstra delen av landet, 190 km öster om huvudstaden Mexico City. Cuahutamanca ligger 654 meter över havet och antalet invånare är 253.
Terrängen runt Cuahutamanca är huvudsakligen kuperad, men åt nordost är den platt. Runt Cuahutamanca är det tätbefolkat, med 383 invånare per kvadratkilometer. Närmaste större samhälle är Ciudad de Cuetzalan, 6,2 km sydväst om Cuahutamanca. I omgivningarna runt Cuahutamanca växer huvudsakligen savannskog.